# Fiesta de Antroxu (Gijón)
El Antroxu de Gijón, Asturias (España) es una fiesta declarada de interés turístico regional. El Antroxu es el nombre asturiano del período que comprende los tres días anteriores al Miércoles de Ceniza, día en que empieza la cuaresma, y que es precedido por el Martes de Carnaval, periodo en el que se celebran las fiestas del carnaval. La fiesta tiene su punto álgido en la noche del lunes anterior al Martes de Carnaval. Durante el día de carnaval se celebran desfiles, charangas, bailes, pasacalles, etc.
El Antroxu procede del latín, que antecedía al año nuevo porque solía comenzar el mismo día de Navidad, teniendo su origen en las celebraciones campesinas de la Europa pagana, practicadas entre el equinoccio de invierno hasta la primavera
Es una fiesta de origen pagano que se caracteriza por la trasgresión y el disfraz, además de ser uno de los carnavales más antiguos de toda España. A lo largo de la historia, el carnaval ha sufrido numerosas prohibiciones y restricciones por parte de las autoridades, que lo consideraban una amenaza para la moral y el orden público. Sin embargo, el carnaval siempre ha resistido y se ha mantenido vivo en la cultura popular. Tras la última prohibición durante el franquismo, el carnaval se recuperó oficialmente en 1981, y desde entonces se celebra cada año con gran participación y variedad de actividades.

## Galería

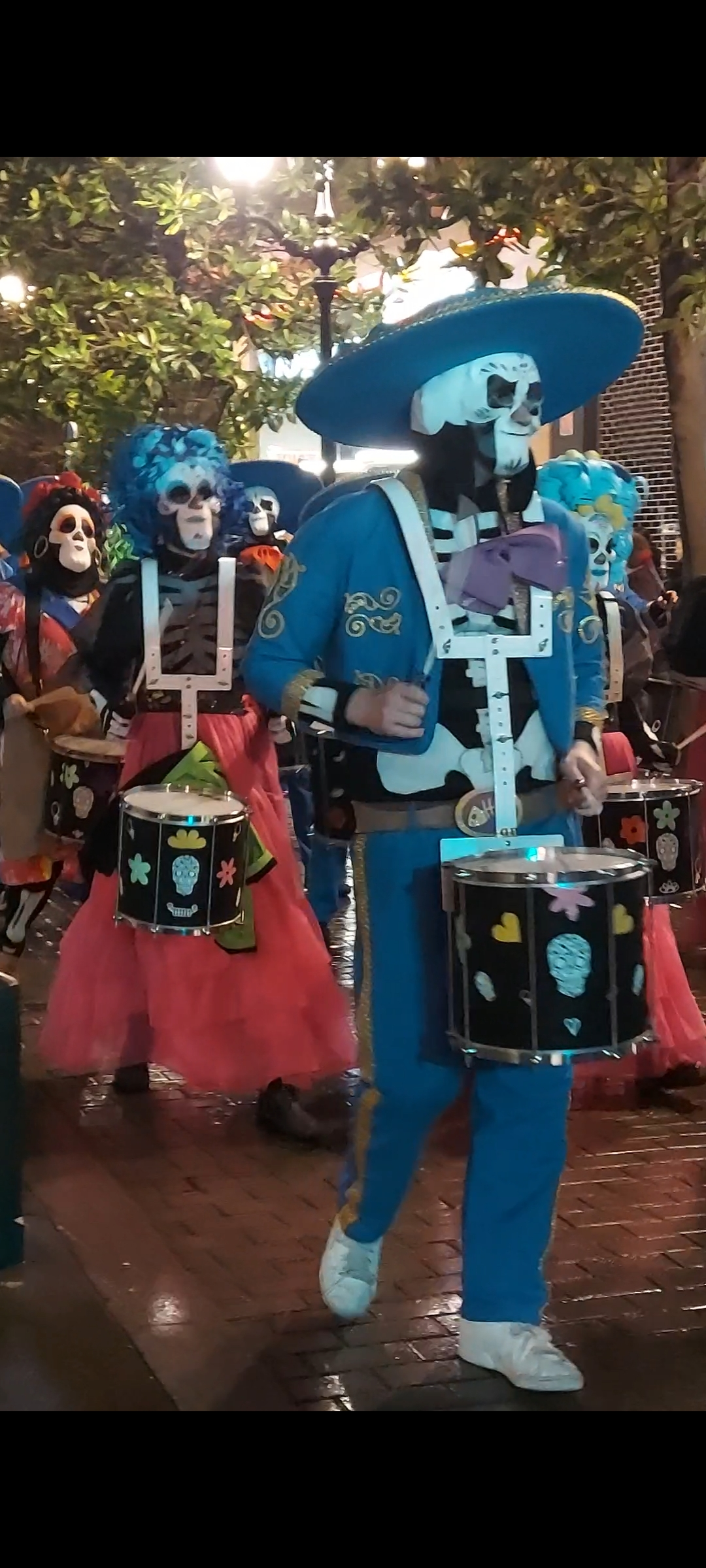
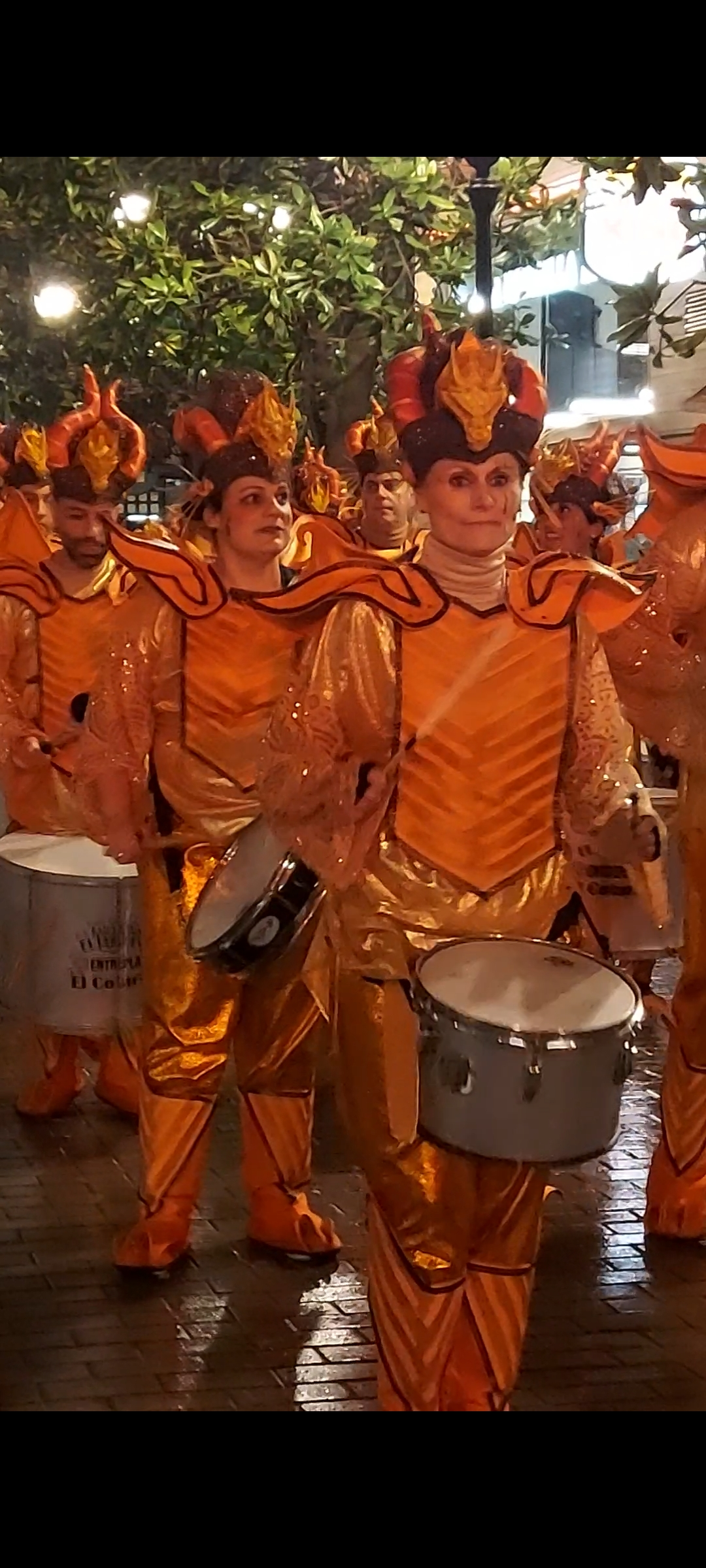

- Datos: Q5861667